# Powerviolence
Powerviolence (às vezes escrito como power violence) é um sub-gênero do hardcore punk fortemente relacionado com o thrashcore e o grindcore. Diferentemente do grindcore, que contém aspectos musicais do  heavy metal, o powerviolence é apenas um aumento das características mais desafiadoras do hardcore punk, entretanto, este compartilha com o grindcore influência da música noise.
Assim como seus antecessores, o powerviolence trata de temas político-sociais e é extremamente iconoclasta.

## História
O termo foi criado por Matt Domino em 1989 e mencionado pela primeira vez na música "Hispanic Small Man Power (H.S.M.P.)" de uma das bandas pioneiras do gênero Man Is the Bastard. Sua forma inicial foi estabelecida no final da década de 1980 pela banda de hardcore punk, Infest, que misturava elementos do "youth crew" com o som dissonante de bandas como Lärm e Siege.  O microgênero se solidificou em sua forma mais comum no inicio da década de  1990, com o som de bandas como Crossed Out, Neanderthal, No Comment e Capitalist Casualties.  As bandas de powerviolence foram inspiradas pelas bandas Siege, Deep Wound, Cryptic Slaughter, Septic Death, Dirty Rotten Imbeciles, Negative FX e Corrosion of Conformity. Esses precursores do powerviolence são considerados "thrash" ou thrashcore.
A gravadora Slap-a-Ham Records, fundada pelo baixista e vocalista da banda Spazz, Chris Dodge, lançou durante a ascensão e declínio do powerviolence álbuns de bandas como Neanderthal, No Comment, Crossed Out, Infest, e Spazz. A gravadora promovia um festival anual de powerviolence chamado Fiesta Grande, que ocorreu desde 1993 até 2000. Na mesma época, a gravadora 625 Thrashcore, do baterista Max Ward, também do Spazz, iniciou seu próprio festival, o Super Sabado Gigante que era bem similar. Enquanto o powerviolence é relacionado ao thrashcore (às vezes conhecido apenas por "thrash"), o gênero é distinto de bandas de thrash metal ativos da mesma região ao mesmo tempo.

## Estilo
O termo powerviolence foi utilizado por bandas de estilos diversos, geralmente bandas que músicalmente focavam na velocidade, músicas curtas, uso de tempos bizarros, além de constantes mudanças de tempo. Por serem muito curtas, não sendo incomum que tenham menos de vinte segundos. Alguns grupos, particularmente Man Is the Bastard, Plutocracy, e No Le$$ foram influenciados pelo rock progressivo e jazz fusion.
Os grupos de powerviolence tendem a ser muito inexperientes e mau produzidos, tanto sonoramente quanto nas capas. Alguns grupos (Man Is the Bastard e Dystopia) foram influenciados pelo anarcho-punk e crust punk, enfatizando direitos dos animais e antimilitarismo. Grupos como Despise You e Lack of Interest fizeram letras sobre misantropia, drogas e problemas urbanos. O Spazz, por outro lado escreviam letras tirando sarro de temas do hardcore e do metal e piadas internas, referindo-se a pessoas que muitos de seus ouvintes não conheciam.
Outros grupos associados ao powerviolence, incluindo Noothgrush, The Locust, Dystopia, Assück, His Hero Is Gone, Black Army Jacket, Hellnation, Charles Bronson e Rorschach. A banda de doom metal, Burning Witch que também fazia parte da gravadora Slap-A-Ham fez shows junto com essas bandas.

## Legado
Os grupos de powerviolence tiveram forte influência nas bandas de grindcore que vieram mais tarde, como Agoraphobic Nosebleed. Mark McCoy do Charles Bronson, resolveu formar o Das Oath, um grupo popular de thrashcore e membros do Man Is the Bastard formaram o Bastard Noise. 
Várias bandas originadas na cena powerviolence dos anos 1990 continuaram tocando e gravando décadas depois, incluindo Bastard Noise, Capitalist Casualties, Despise You, Lack of Interest, Infest e Stapled Shut.

### Emoviolence
Emoviolence é um gênero de fusão que combina elementos de powerviolence, screamo e grindcore. Características comuns desse tipo de som são vocais gritados, blast beats, uso de feedback e pequenos elementos de melodia. O termo "emoviolence" foi criado como uma piada pela banda In/Humanity. 
A lista de bandas consideradas emoviolence inclui Orchid, Usurp Synapse, Jeromes Dream e Pg. 99.